# CyberConnect2
CyberConnect2 (株式会社サイバーコネクトツー) és una empresa desenvolupadora de videojocs japonesa fundada el 1996, amb seu a Hakata, Japó. Tots els seus jocs han estat publicats per Bandai i l'actual Namco Bandai, al Japó. El seu primer videojoc va ser Tail Concerto, el 1998 per a PlayStation. Va ser publicat a Amèrica per Atlus. El seu segon títol va ser Silent Bomber, també per a PlayStation.
El 2002 van iniciar la saga de videojocs .hack i el 2003 van iniciar la saga Naruto: Ultimate Ninja per a PlayStation 2. El 2008 van desenvolupar la nova saga de Naruto: Ultimate Ninja Storm. El 2010 desenvolupà Solatorobo: Red The Hunter, el seu primer joc per a Nintendo DS i l'últim joc de la saga .hack per a PSP.
Van desenvolupar Asura's Wrath per a Capcom, Naruto Shippūden: Ultimate Ninja Storm Revolution per a Namco Bandai, els dos estaran disponible tant a PlayStation 3 com a Xbox 360; i Naruto Shippūden: Ultimate Ninja Impact també per a Namco Bandai i desenvolupat per a PSP.

## Jocs desenvolupats

### Saga.hack
- .hack//Infection
- .hack//Mutation
- .hack//Outbreak
- .hack//Quarantine
- .hack//frägment

#### Saga.hack// G.U.
- .hack//G.U. vol. 1//Rebirth
- .hack//G.U. vol. 2//Reminisce
- .hack//G.U. vol. 3//Redemption

#### Saga.hack// Link
- .hack//link

#### Saga.hack// Versus
- .hack//Versus

### SagaNaruto: Ultimate Ninja
- Naruto: Ultimate Ninja
- Naruto: Ultimate Ninja 2
- Naruto: Ultimate Ninja 3
- Naruto: Narutimate Portable
- Naruto Shippūden: Narutimate Accel
- Naruto Shippūden: Narutimate Accel 2
- Naruto: Ultimate Ninja Storm
- Naruto Shippūden: Narutimate Accel 3
- Naruto Shippūden: Ultimate Ninja Storm 2
- Naruto Shippūden: Ultimate Ninja Impact
- Naruto Shippuden: Ultimate Ninja Storm Generations
- Naruto Shippūden: Ultimate Ninja Storm 3
- Naruto Shippuden: Ultimate Ninja Storm Revolution
- Naruto Shippūden: Ultimate Ninja Storm 4

### Altres jocs
- Tail Concerto
- Silent Bomber
- Solatorobo: Red The Hunter
- Asura's Wrath
- JoJo's Bizarre Adventure: All Star Battle
- Dragon Ball Z: Kakarot
- Fuga: Melodies of Steel
- Kimetsu no Yaiba: Hinokami Keppūtan

## Col·laboracions
Col·laboracions amb altres estudis per realitzar una part del joc.
- Soulcalibur V de Namco Bandai.[5]